# Новый Свет (фильм)
«Новый Свет» (англ. The New World) — исторический романтический драматический фильм 2005 года, написанный и снятый Терренсом Маликом, рассказывающий об основании поселения Джеймстаун, штат Вирджиния, и вдохновлённый историческими личностями капитаном Джоном Смитом, Покахонтас из племени Поухатан и англичанином Джоном Рольфом. Это четвёртый полнометражный фильм, написанный и срежиссированный Маликом.
В актёрский состав входят Колин Фаррелл, К'орианка Килчер, Кристофер Пламмер, Кристиан Бейл, Аугуст Шелленберг, Уэс Стьюди, Дэвид Тьюлис, Йорик ван Вагенинген и Джон Сэвидж. В производственную группу входят оператор-постановщик Эммануэль Любецки, продюсер Сара Грин, художник-постановщик Джек Фиск, художник по костюмам Жаклин Уэст, композитор Джеймс Хорнер и монтажёры Ричард Чу, Хэнк Корвин, Саар Кляйн и Марк Йошикава.
Фильм Новый мир провалился в прокате, хотя и получил множество номинаций на награды за операторскую работу Любецки, игру Килчер и музыку Хорнера. Первоначально фильм получил лишь умеренно положительные отзывы критиков, хотя несколько критиков позже назвали его одним из лучших фильмов десятилетия.

## Сюжет
Действие картины разворачивается в Америке XVII века, в поселении Джеймстаун. В Северной Америке обитает множество народов — представителей различных племенных культур. Им удалось найти общий язык и жить в гармонии как с окружающим их миром, так и друг с другом. Нарушить эту гармонию могут незваные гости из мира, неведомого им.
Весной 1607 года на эти земли сойдут люди. В трюме одного из кораблей с чужеземцами молодой бунтарь Джон Смит ожидает исполнения своего приговора: на суше за неповиновение власти его ждет виселица.

## В ролях
| Актёр             | Роль                      |
| ----------------- | ------------------------- |
| Колин Фаррелл     | капитан Джон Смит         |
| К'Орианка Килчер  | Покахонтас                |
| Кристиан Бейл     | Джон Рольф                |
| Кристофер Пламмер | капитан Кристофер Ньюпорт |
| Джонатан Прайс    | Яков I (король Англии)    |
| Дэвид Тьюлис      | Эдвард Уингфилд           |
| Бен Чаплин        | Робинсон                  |
| Уэс Стьюди        | Опечанкануг               |
| Ирен Бедард       | мать Покахонтас           |
| Август Шелленберг | Повхатан                  |
| Рауль Трухильо    | Томокомо                  |

## Производство

### Разработка
Терренс Малик начал работу над сценарием «Нового мира» в конце 1970-х. После «Тонкой красной линии» Малик работал над фильмом о Че Геваре и его неудавшейся революции в Боливии. Еще до того как финансирование поступило, Малику предложили стать режиссером «Нового мира», и он покинул проект «Гевара» в марте 2004 года.

### Съёмки
«Новый мир» стал первым совместным проектом Малика и оператора Эммануэля Любецки. Фильм отличался акцентом на аутентичность, начиная с локации, декораций, костюмов и заканчивая подбором индейских актёров и статистов, которых Блэр Рудс, профессор лингвистики в Университете Северной Каролины в Шарлотте, научил говорить на одной из форм вымершего языка поухатан (тип виргинского алгонкина), реконструированный для фильма Рудесом.

## Награды и номинации
- 2005 — премия Национального совета кинокритиков США за лучшее прорывное исполнение женской роли (К’Орианка Килчер)
- 2006 — номинация на премию «Оскар» за лучшую операторскую работу (Эммануэль Любецки)
- 2006 — номинация на премию ALMA лучшей актрисе (К’Орианка Килчер)
- 2006 — премия Kodak Award кинофестиваля в Мар-дель-Плата (Эммануэль Любецки)
- 2006 — номинация на премию «Молодой актер» лучшей молодой актрисе (К’Орианка Килчер)